# Caudofoveata
Los caudofoveados (Caudofoveata, del latín cauda, cola y fovea, fosa, más la terminación de participio plural neutro -ata), quetodermos o quetodermomorfos (con quetas en la dermis) son una clase del filo Mollusca. Durante años formó, junto con Solenogastres, la clase Aplacophora, considerada hoy como parafilética.
Se conocen solo 141 especies, todas de hábitos excavadores (hacen una galería y viven con la cabeza hacia abajo). Son animales vermiformes sin concha, aunque su parte externa (el manto) está formada por una cutícula quitinosa engrosada con espículas calcáreas y aragoníticas. Son de tamaño pequeño, aunque los más grandes pueden alcanzar los 14-15 cm.

## Características generales
Los caudofoveados, a grandes rasgos, se asemejan externamente al molusco ancestral hipotético de Salvini-Plawen e internamente al molusco ancestral hipotético de Yonge.

### Anatomía externa
Los caudofoveados carecen de ojos, tentáculos y pie (ya que no son reptantes sino excavadores, viviendo en túneles verticales a grandes profundidades en el fondo del mar) y tienen la cabeza poco desarrollada. Tienen aspecto vermiforme (como gusanos) y son infaunales (viven bajo el sustrato). Presentan en su región anterior, en la cabeza, un característico escudo pedio de posición perioral o suboral. Este está compuesto por una cutícula endurecida que sirve como órgano excavador y como órgano sensorial. En el extremo posterior se encuentra la cavidad paleal (como en el molusco hipotético de Salvini-Plawen), de morfología de campana y formada por los pliegues del manto en donde se alojan un par de ctenidios bipectinados (branquias) y donde desemboca el ano; esta cavidad es la fóvea, de donde proviene el nombre del grupo.

### Sistema digestivo y alimentación
El sistema digestivo de los caudofoveados es como el descrito, en rasgos generales, en el molusco hipotético de Yonge. Poseen un escudo oral, una boca con una rádula reducida dística (con dos filas de dientes) con sus músculos, además de glándulas salivales que desembocan en el esófago. Tienen un estómago que presentan un saco ciego ventral muy grande, en el cual no entra el alimento, sino que segrega sustancias digestivas. Por detrás del estómago se encuentra un intestino que acaba a través del ano en la cavidad paleal. 
Son sedimentívoros (se alimentan de sedimentos como foraminíferos y diatomeas), detritívoros y microfágicos endofaunales.

### Sistema excretor
El sistema excretor está formado por las llamadas glándulas pericárdicas (no hay nefridios y carecen de órganos excretores diferenciados), con sus correspondientes pericardioductos (aunque estos carecen de embudo).

### Sistema nervioso
El sistema nervioso (como en el modelo de Salvini-Plawen) es tetraneuro, es decir, con dos cordones nerviosos pedios o ventrales y dos cordones viscerales o dorsales ambos unidos por comisuras transversales (sistema nervioso en escalera). Estos cordones salen de una concentración de ganglios que rodean al esófago (ganglios circumentéricos o periesofágicos). Como órganos sensoriales presentan osfradios, que son órganos que miden la calidad del agua y que están asociados a la membrana ventral que sostiene a las branquias.

### Sistema reproductor y fecundación
Son dioicos (sexos separados) con reproducción sexual. Tienen un aparato reproductor formado por gónadas pares fusionadas (provenientes del peritoneo de los sacos celomáticos anteriores) con conductos gonopericárdicos pares asociados a glándulas que producen la cáscara de los huevo. A través de pericardioductos desembocan a la cavidad paleal.Este modelo sigue el de Yonge.
La fecundación es externa y presentan una endolarvas (larvas internas) llamadas pericalinas.